# UCI-Trial-Weltcup 2002
Beim UCI-Trial-Weltcup 2002 wurden durch die Union Cycliste Internationale die Weltcupsieger im Trial ermittelt.

## Ablauf
Der Weltcup 2002 bestand aus nur einem Wettbewerb:
- Pra-Loup: 9.–11. August

Der Weltcup war mit den Trial-Weltjugendspielen verbunden. Am 9. August fand eine Vorqualifikation für den Weltcup statt, von der die besten Zehn der Weltrangliste befreit waren. Am 10. August waren die Weltjugendspiele; am 11. schließlich fand der Weltcup mit Halbfinale und Finale der besten Acht statt. Wie in den Vorjahren gab es Wettbewerbe für Männer mit 20-Zoll- und 26-Zoll-Rädern.

## Männer 20 Zoll
Die Ergebnisse im Finale waren wie folgt:
| Platz | Name             | Strafpunkte |
| ----- | ---------------- | ----------- |
| 1     | Marco Hösel      | 12          |
| 2     | Kenny Belaey     | 20          |
| 3     | Rafał Kumorowski | 25          |
| 4     | Diego Barrio Roa | 28          |
| 5     | Stefan Moor      | 35          |
| 6     | Roger Keller     | 36          |
| 7     | Andreas Lehmann  | 39          |
| 8     | Simon Billmaier  | 40          |

## Männer 26 Zoll
Die Ergebnisse im Finale waren wie folgt:
| Platz | Name                   | Strafpunkte |
| ----- | ---------------------- | ----------- |
| 1     | Marc Caisso            | 3           |
| 2     | Marc Vinco             | 6           |
| 3     | Thomas Öhler           | 13          |
| 4     | Daniel Cegarra         | 19          |
| 5     | Cédric Calvin          | 22          |
| 6     | José Francisco Alcacer | 23          |
| 7     | Alexandre Maynadier    | 24          |
| 8     | Laurent Ganry          | 29          |